# 高爽 (南朝)
高爽，南北朝南齐广陵人。
高爽博学多材。刘蒨为晋陵县令，高爽途经拜访他，刘蒨不愿意接待，高爽很讨厌他。高爽代刘蒨为县令，刘蒨派人迎他赠送很厚的礼物。高爽接受饷，答谢的信中说：“高晋陵自己答谢自己。”有人问他什么意思，他说，刘蒨只是赠送晋陵县令礼物，关高爽什么事？又有人送信给高爽告以困境，说，近日看守羊群很困苦。高爽答道，守着羊没饭吃，何不卖羊换米。孙抱为延陵县令，高爽前去拜访，孙抱没有故人的情义。高爽出，在县阖下路过，取笔在鼓上写下：徒有八尺围，腹无一寸肠，面皮如许厚，受打未讵央。高爽机变灵悟大多如此。因事下狱，写下《镬鱼赋》自况，其文甚工切。后遇赦而免，去世。